# 애플 지갑
애플 지갑(Apple Wallet, 과거 이름: Passbook)은 애플이 개발한, iOS와 watchOS에 포함된 디지털 지갑으로 쿠폰, 탑승권, 학생증, 리조트 이용권, 자동차 열쇠, 집 열쇠, 이벤트 티켓, 대중교통 이용권 등 월렛 패스를 저장할 수 있다. iOS 8.1부터는 애플 페이를 통해 신용카드, 직불카드 등을 사용할 수 있다.

## 역사
Apple Passbook은 2012년 6월 11일에 개최된 2012 애플 세계 개발자 회의에서 발표되었으며, 같은 해 9월 19일에 iOS 6과 함께 출시되었다. 2015년 9월 16일에 iOS 9 출시와 함께 "Wallet"으로 변경되었다. 한국어 iOS에서 "Wallet"이라는 이름을 사용했었는데 iOS 15부터 "지갑"이라는 이름으로 바뀌었다.

## 배포
패스(pass)는 단문 메시지(SMS), 멀티미디어 메시지(MMS), 소셜 미디어, 앱, QR 코드로 배포될 수 있다.

## 같이 보기
- Apple Pay